# Laysani apapane
A laysani apapane az apapane gyapjasmadár kihalt alfaja. Laysan szigetén volt honos. A hím vörös, a tojók narancssárgák, a fiatalok barnák voltak. Főként gyümölcsökkel és nektárral táplálkozott, de a nyulak 1903-as betelepítése a szigetre nagy gondokat okozott. A nyulak lerágták a táplálékát és szaporodóhelyét, majd 1923-ban egy nagy vihar is volt a szigeten. Utána több kutatócsoport is kereste ezt az alfajt, de nem találtak élő egyedet.